# Pedaliaceae
Pedaliaceae is een botanische naam, voor een familie van tweezaadlobbige planten. Een familie onder deze naam wordt tamelijk regelmatig erkend door systemen van plantentaxonomie, en ook door het APG-systeem (1998) en het APG II-systeem (2003).
Het gaat om een niet al te grote familie, waarbij er enige onzekerheid is voor wat betreft de planten die mogelijk de familie Martyniaceae vormen. Veruit de bekendste vertegenwoordiger is sesam (Sesamum indicum), van de sesamzaadjes. Een geslacht uit deze familie is Uncarina.
Bij Cronquist (1981) is de plaatsing in diens orde Scrophulariales.